# Тастак (Аральський район)
Таста́к (каз. Тастақ) — село у складі Аральського району Кизилординської області Казахстану. Входить до складу Каратеренського сільського округу.
Населення — 185 осіб (2021; 176 у 2009, 173 у 1999, 207 у 1989).